# Partition (film)
Pour les articles homonymes, voir Partition.
Pour plus de détails, voir Fiche technique et Distribution.
Partition est un film réalisé en 2007, sous la direction de Vic Sarin et écrit par Patricia Finn et Vic Sarin lui-même. Les acteurs principaux sont Jimi Mistry, Kristin Kreuk et Neve Campbell. La trame de l'histoire se déroule en Inde dans les années 1940, lors de sa partition.

## Synopsis
Cette histoire épique, aux couleurs riches et exotiques, dévoile deux âmes luttant contre les forces qui s'opposent à leur innocent amour, et combattant pour leurs convictions dans un monde dominé par la haine et la violence.
Déterminé à laisser derrière lui les ravages de la guerre, Gian Singh, âgé de 38 ans, quitte l'armée britannique pour une vie plus paisible. Sa tranquillité est cependant bien vite interrompue lorsqu'il prend sous son aile une jeune fille musulmane de 17 ans, séparée de sa famille et traumatisée par les conflits religieux durant la Partition de l'Inde. Doucement, et malgré tous les tabous, Gian tombe éperdument amoureux de la vulnérable Naseem. 

## Fiche technique
- Titre original : Partition
- Réalisateur : Vic Sarin
- Scénario : Patricia Finn, Vic Sarin
- Décors : Andy Amoroso, Abid T.P.
- Costumes : Dolly Ahluwalia, Jana MacDonald
- Photographie : Vic Sarin
- Musique : Brian Tyler
- Montage :  Reginald Harkema
- Production : Tina Pehme, Kim Roberts
- Sociétés de production : Partition Films Inc., Astral Media, Khussro Films, Movie Central Network, Myriad Pictures, Sepia Films, Téléfilm Canada, imX Communications
- Sociétés de distribution : Seville Pictures, Warner Home Video, Warner Home Video (Canada), Myriad Pictures, Mill Creek Entertainment, (États-Unis), Allumination Filmworks
- Budget : 10 000 000 de dollars
- Pays d'origine :  Afrique du Sud,  Canada,  Royaume-Uni
- Langue : Anglais
- Format : Couleur (Technicolor) - 2.35 : 1 – 35 mm — Dolby SR
- Genre : Drame, romance
- Durée : 116 minutes
- Dates de sorties en salles : 
  -  Canada : 2 février 2007
  -  États-Unis : 9 août 2007
  -  Royaume-Uni : 12 septembre 2008
- Classification
  -  R (Restricted)[1]

## Distribution
Légende : V. Q. = Version Québécoise
- Jimi Mistry (V. Q. : Antoine Durand) : Gian Singh / Mohammad Hassan
- Kristin Kreuk (V. Q. : Geneviève Cocke) : Naseem Khan
- Neve Campbell (V. Q. : Éveline Gélinas) : Margaret Stilwell
- John Light (V. Q. : Alain Zouvi) : Walter Hankins
- Irfan Khan (V. Q. : Manuel Tadros) : Avtar Singh
- Madhur Jaffrey : Shanti Singh
- Aarya Babbar (V. Q. : Jean-François Beaupré) : Akbar Khan
- Lushin Dubey : Mumtaz Khan
- Chenier Hundal : Zakir Khan
- Jesse Moss (V. Q. : Philippe Martin) : Andrew Stilwell
- Jaden Rain : Vijay G. Singh
- Dolly Ahluwalia : Rani
- Tony Ali : Mullah